# Сент-Луї (Сенегал)
Сент-Луї, Ндар — місто в Сенегалі, на однойменному острові, до 1902 — столиця французької колонії Сенегал.
Місто розташовано у гирлі річки Сенегал, на кордоні з Мавританією. Є історичною та культурною столицею країни.
Традиційна забудова, незважаючи на старість, зберігає наліт мальовничості. Місто входить до списку світової спадщини ЮНЕСКО.

## Історія
Поселення Волоф, що зараз відомо як Гет Ндар, датується приблизно 1450 роком і було місцем зустрічі та відправлення для мусульманських паломників, які подорожували до Мекки в Аравії. Португальські, голландські та англійські торговці відвідували цю територію протягом наступних двох століть, але перше колоніальне укріплення було зведено французами в 1638 році на острові Бокос, приблизно в 25 км від нього. Часті повені спонукали до перенесення форту на острів, відомий місцевим жителям як Ндар у 1659 році. У той час острів був безлюдним, імовірно тому, що місцеві жителі вважали, що його населяють духи. Diagne Sor, місцевий лідер, дозволив французам поселення на острові за щорічну виплату «трьох шматків блакитної тканини, міри червоної тканини, семи довгих залізних прутків і 10 пінт eau de vie»
Укріплення дозволило його фабриці керувати зовнішньою торгівлею вздовж річки Сенегал. Експортували рабів, золото, шкури, бджолиний віск, амбру. Під час Семирічної війни британські війська захопили Сенегал у 1758 році. У лютому 1779 року французькі війська знову захопили Сен-Луїс. Наприкінці 18 століття в Сен-Луї проживало близько 5000 жителів, не рахуючи невизначеної кількості рабів.
Після здобуття незалежності, коли Дакар став єдиною столицею країни, Сен-Луїс почав занепадати і відійшов на друге місце. Коли французьке населення та армія залишили місто, багато магазинів, офісів і підприємств закрилися. Втрата робочих місць, людського потенціалу та інвестицій спричинила економічний занепад. Втрата її минулого статусу означала менше визнання та відсутність інтересу з боку офіційних осіб та з боку сенегальського уряду. Коли в 1968 році помер його найвідоміший політичний діяч, юрист Ламін Геє, який отримав освіту у Франції, місто втратило свого найсильнішого прихильника.

## Економіка
Сент-Луїс економічно занепав після перенесення столиці в Дакар, але залишився важливим туристичним і торговим центром. Економіка міста, поступово відроджується. У 2000 році місто було включено до списку Всесвітньої спадщини ЮНЕСКО, і культурний туризм став двигуном зростання. У результаті розпочався процес джентрифікації, коли багато історичних будівель на острові перетворили на ресторани та готелі. Маючи багатовікову історію, унікальну культуру, географію та архітектуру, Сен-Луїс є мостом між саваною та пустелею, океаном та річкою, традиціями та сучасністю, ісламом та християнством, Європою та Африкою. 
Окрім туризму, Сен-Луїс також є комерційним і промисловим центром виробництва цукру. Іншими видами економічної діяльності є рибальство, зрошуване алювіальне землеробство, скотарство, торгівля та експорт шкірки арахісу. Важливо відзначити, що кожна з цих видів економічної діяльності забезпечується певною етнічною групою. Волофи та Лебу, які є основними мешканцями Сен-Луї, переважно рибалки, які живуть у рибальських громадах, таких як Гет-Ндар на Ланге де Барбарі. Фула живуть у внутрішніх районах і займаються скотарським господарством. Мори, які є мігрантами з Мавританії (Сен-Луїс знаходиться менш ніж за 10 кілометрів на південь від кордону з Мавританією), переважно купці, торговці та власники крамниць, яких можна знайти скрізь у Сент-Луїсі.

## Культура
Культура є важливою частиною економіки Сен-Луїса. Місто зберегло більшу частину свого спадку 19-го століття, нагадуючи інші міста «креольської Атлантики»: Баїя, Картахена, Гавана та Новий Орлеан. Завдяки своєму характерному зовнішньому вигляду, численним визначним місцям, а також міжнародним музичним фестивалям і культурним виставкам Сен-Луї щороку приваблює багато туристів. Сен-Луї залишається найхарактернішим французьким колоніальним місцем у Західній Африці разом із островом Горе.

## Клімат
Місто знаходиться у зоні, котра характеризується кліматом тропічних пустель. Найтепліший місяць — вересень із середньою температурою 28.9 °C (84 °F). Найхолодніший місяць — січень, із середньою температурою 22.8 °С (73 °F).
| Клімат Сен-Луї          | Клімат Сен-Луї | Клімат Сен-Луї | Клімат Сен-Луї | Клімат Сен-Луї | Клімат Сен-Луї | Клімат Сен-Луї | Клімат Сен-Луї | Клімат Сен-Луї | Клімат Сен-Луї | Клімат Сен-Луї | Клімат Сен-Луї | Клімат Сен-Луї | Клімат Сен-Луї |
| Показник                | Січ.           | Лют.           | Бер.           | Квіт.          | Трав.          | Черв.          | Лип.           | Серп.          | Вер.           | Жовт.          | Лист.          | Груд.          | Рік            |
| Абсолютний максимум, °C | 38             | 41             | 42             | 45             | 43             | 44             | 38             | 38             | 41             | 42             | 41             | 40             | 45             |
| Середній максимум, °C   | 28             | 30             | 30             | 29             | 28             | 29             | 30             | 31             | 31             | 32             | 32             | 30             | 30             |
| Середня температура, °C | 22             | 23             | 25             | 24             | 24             | 26             | 27             | 28             | 28             | 28             | 26             | 23             | 26             |
| Середній мінімум, °C    | 17             | 17             | 18             | 18             | 20             | 23             | 25             | 25             | 26             | 24             | 20             | 17             | 21             |
| Абсолютний мінімум, °C  | 7              | 7              | 13             | 10             | 12             | 17             | 18             | 20             | 18             | 10             | 8              | 11             | 7              |
| Норма опадів, мм        | 0              | 0              | 0              | 0              | 0              | 10             | 50             | 150            | 110            | 20             | 0              | 0              | 370            |
| ----------------------- | -------------- | -------------- | -------------- | -------------- | -------------- | -------------- | -------------- | -------------- | -------------- | -------------- | -------------- | -------------- | -------------- |
| Джерело: Weatherbase    |                |                |                |                |                |                |                |                |                |                |                |                |                |

## Міста-побратими
- Лілль, Франція (1978)
- Фес, Марокко (1979)
- Льєж, Бельгія (1980)
- Болонья, Італія (1991)
- Сент-Луїс, США (1994)

## Міста-партнери
- Тулуза, Франція (2003)